# Živi bili pa vidjeli (1979.)
Živi bili pa vidjeli, hrvatski dugometražni film iz 1979. godine.
Glazbu za film napravio je slovenski sastav Buldožer. Na Festivalu igranog filma u Puli dobili su Zlatnu Arenu za glazbu.